# Radelange
Radelange (Luxemburgs: Réidel, Duits: Redel) is een dorp in de Belgische provincie Luxemburg. Radelange ligt in de gemeente Martelange, aan de Sûre. Het dorp ligt in het Land van Aarlen, en er wordt naast Frans ook Luxemburgs gesproken.

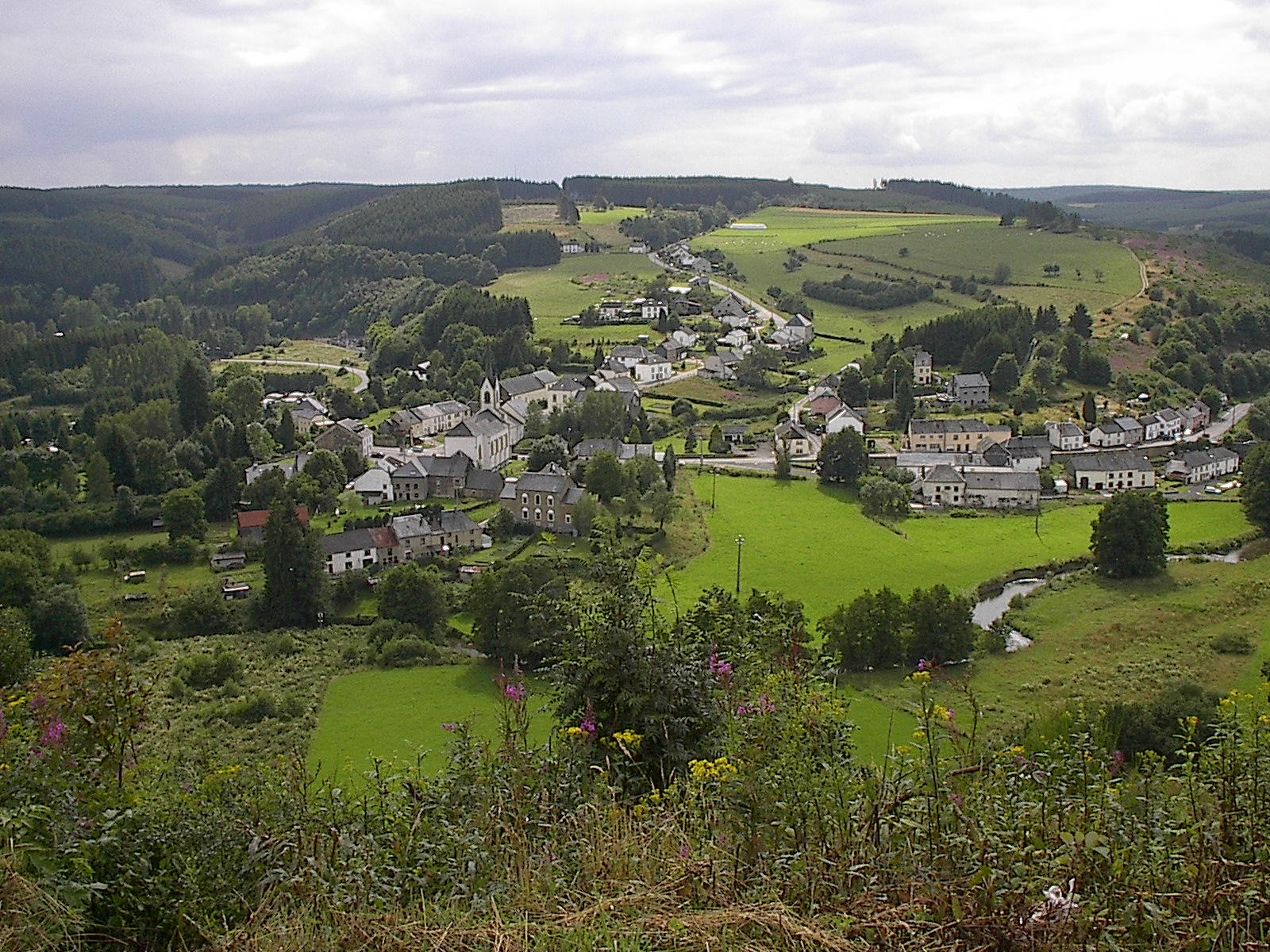
Zicht op Radelange

## Bezienswaardigheden

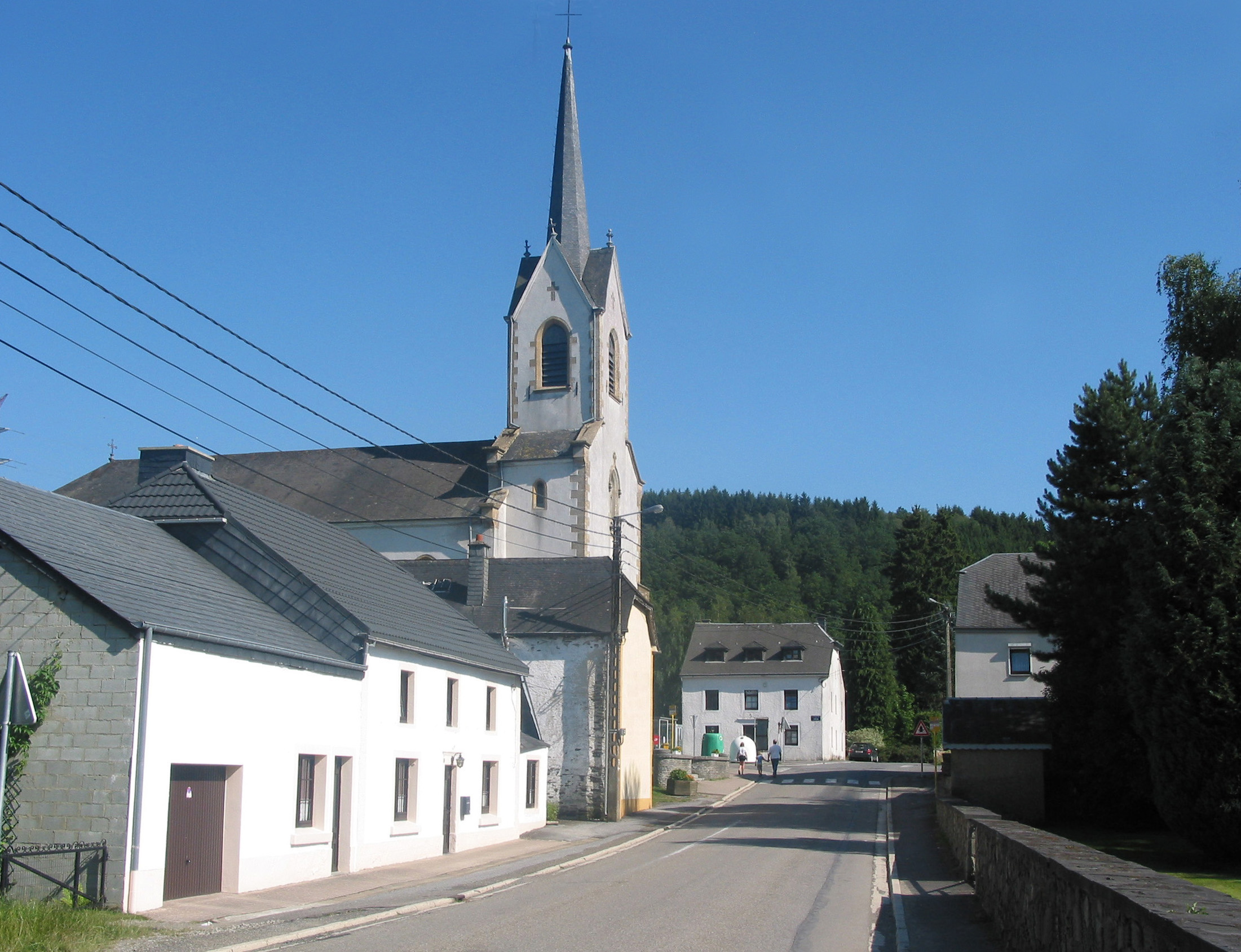
De kerk

- De Eglise de la Nativité de Notre-Dame dateert uit 1861. De parochie is echter nog steeds genoemd naar Sint-Rombout, die voor 1861 de patroonheilige van de kerk was.
- De Chapelle Notre-Dame des Sept Douleurs die dateert uit 1766.

## Verkeer
Het dorp ligt aan de N858, tussen Fauvillers en Martelange.
Dorp: Martelange

Overige plaatsen: Grumelange · La Folie · La Roche Percée · Neuperlé · Radelange

Belgische gemeenten · Arrondissement Aarlen · Luxemburg · Wallonië